# Фазли, Самир
Самир Фазли (макед. Самир Фазли; 22 апреля 1991, Скопье, СФРЮ) — северомакедонский футболист, нападающий клуба «Македония Джёрче Петров».

## Клубная карьера
В сентябре 2017 года перешёл в хорватский клуб «Рудеш».
В январе 2021 года стал игроком северомакедонского клуба «Македония Джёрче Петров».
В августе 2021 года подписал контракт с казахстанским клубом «Туран». 11 сентября 2021 года в матче против клуба «Атырау» дебютировал в казахстанской Премьер-лиге (2:2).

## Карьера в сборной
10 августа 2011 года дебютировал за сборную Македонии в матче против сборной Азербайджана (1:0).

## Достижения
«Шкендия»
- Чемпион Северной Македонии: 2018/19

## Клубная статистика
| Игровая карьера | Игровая карьера         | Игровая карьера | Лига | Лига | Кубок | Кубок | Межд. | Межд. | Др. | Др. |
| --------------- | ----------------------- | --------------- | ---- | ---- | ----- | ----- | ----- | ----- | --- | --- |
| 2020/21         | Македония Джёрче Петров | А               | 10   | 4    | 2     | 0     | —     | —     | —   | —   |
| 2021            | Туран                   | А               | 5    | 1    | —     | —     | —     | —     | —   | —   |
| 2021/22         | Македония Джёрче Петров | А               | 1    | 0    | —     | —     | —     | —     | —   | —   |
| 2022            | Туран                   | А               | 22   | 1    | 4     | 4     | —     | —     | —   | —   |